# Banavikal, Kudligi
Banavikal là một làng thuộc tehsil Kudligi, huyện Bellary, bang Karnataka, Ấn Độ.